# NGC 407
NGC 407 је лентикуларна галаксија у сазвежђу Рибе која се налази на NGC листи објеката дубоког неба.
Деклинација објекта је + 33° 7' 31" а ректасцензија 1h 10m 36,5s. Привидна величина (магнитуда) објекта NGC 407 износи 13,5 а фотографска магнитуда 14,4. NGC 407 је још познат и под ознакама UGC 730, MCG 5-3-77, CGCG 501-115, PGC 4190.